# Ermes Muccinelli
Ermes Muccinelli (* 28. Juli 1927 in Lugo (RA), Italien; † 4. November 1994 in Savona, Italien) war ein italienischer Fußballspieler.
Muccinelli, genannt „Mucci“, gilt als einer der legendärsten Rechtsaußen in der Geschichte von Juventus Turin.

## Karriere

### Im Verein
Ermes Muccinelli begann seine Profikarriere bei Juventus Turin, für die er am 24. November 1946, beim 4:0 gegen die US Triestina sein Serie-A-Debüt feierte. Bei Juve spielte er bis 1955 und noch einmal in der Saison 1958/59, nach der er seine Karriere beendete. Von 1955 bis 1958 stand er bei Lazio Rom unter Vertrag.
Für Juventus absolvierte Muccinelli insgesamt 244 Spiele, erzielte dabei 61 Tore und konnte zwei italienische Meisterschaften und eine Coppa Italia feiern. Seine erfolgreichste Saison hatte er 1951/52, als er 17 Treffer zum Titelgewinn von Juventus beisteuern konnte und zusammen mit seinen Sturmpartnern Giampiero Boniperti und John Hansen Juventus zu 98 Saisontoren in 38 Partien führte. Für Lazio Rom lief er insgesamt 93-mal auf und erzielte 20 Treffer.

### In der Nationalmannschaft
In der italienischen Nationalmannschaft debütierte Ermes Muccinelli am 5. März 1950 beim 3:1-Sieg der Italiener gegen Belgien, bei dem er auf Anhieb zwei Tore erzielte. In der Folgezeit nahm er mit Italien an der Weltmeisterschaft 1950 in Brasilien und der WM 1954 in der Schweiz teil. Sein letztes Länderspiel für die Azzurri bestritt Muccinelli am 25. April 1957 beim 1:0 gegen Nordirland. Insgesamt spielte er 15-mal für die Azzurri und erzielte dabei vier Treffer.

## Erfolge
- Italienische Meisterschaft: 1949/50, 1951/52
- Coppa Italia: 1958/59